# Mainfonds
Mainfonds foi uma comuna francesa na região administrativa da Nova Aquitânia, no departamento de Charente. Estendia-se por uma área de 9,26 km². Em 2010 a comuna tinha 191 habitantes (densidade: 20,6 hab./km²).
Em 1 de janeiro de 2016, passou a formar parte da nova comuna de Val des Vignes.